# Bertram Wooster

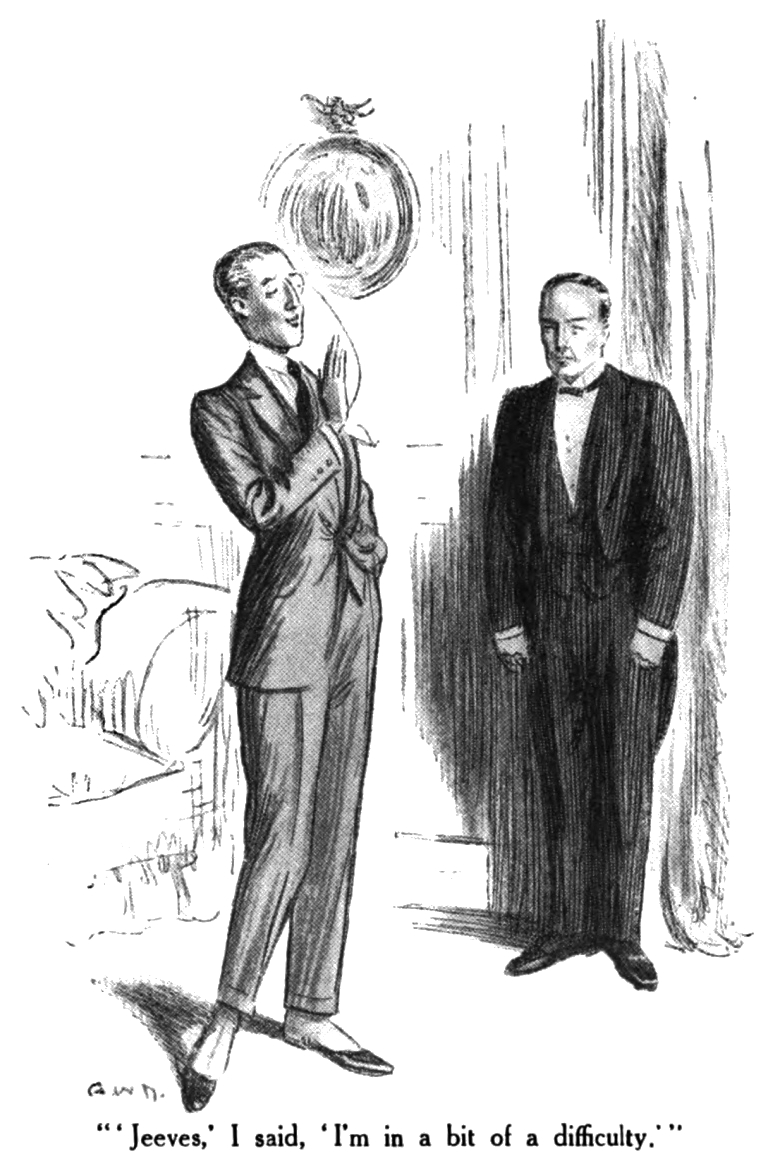

Bertram Wilberforce „Bertie“ Wooster ist Hauptfigur und Erzähler in den Geschichten von P. G. Wodehouse über Reginald Jeeves. Jeeves ist der „Gentleman’s personal gentleman“ (gentleman’s valet, persönlicher Butler) von Wooster. Bertie, ein Angehöriger des britischen Adels und einer der sogenannten „idle rich“ des Britischen Empire, ist eine der beliebtesten literarischen Figuren der angelsächsischen Welt und zugleich ein Archetyp des etwas schussligen britischen Aristokraten.
Bertie ist ein Waise und steht trotz seines Reichtums unter dem ständigen Einfluss seiner Tanten Agatha und Dahlia, die ihn durch Autorität oder Erpressung in unmögliche Situationen bringen, aus denen er sich allein mit Hilfe seines intelligenten „Gentleman’s Gentleman“ Jeeves befreien kann.
Mit der Figur Bertie Wooster beschäftigte sich sein Erschaffer über mehr als ein halbes Jahrhundert. Die erste Geschichte, in der Bertie Erwähnung fand, erschien 1915 und auch in dem letzten Roman, den von P. G. Wodehouse im Jahre 1974 veröffentlichten Roman Aunts Aren't Gentlemen taucht Bertie Wooster auf. Insgesamt ist er der Ich-Erzähler von zehn Romanen und mehr als 50 Kurzgeschichten.

## Veröffentlichungsgeschichte
Berties erster Auftritt ist an der Seite von Reginald Jeeves in der Kurzgeschichte Extricating Young Gussie von 1915 – hier lautet sein Nachname allerdings noch „Mannering-Phipps“. In seiner heutigen Form taucht Bertie Wooster neben Jeeves das erste Mal in der 1916 veröffentlichten Kurzgeschichte The Artistic Career of Corky auf. Im selben Jahr nutzte P. G. Wodehouse die Kurzgeschichte Jeeves übernimmt das Ruder, die am 18. November dieses Jahres erstmals in der US-amerikanischen The Saturday Evening Post erschien, um zu erzählen, wie Reginald Jeeves zum Kammerdiener von Bertie Wooster wurde. Seitdem erscheint Bertram Wooster in jeder Jeeves-Geschichte und -Adaption, mit Ausnahme des Romans Ring For Jeeves 1953, einer Adaption des Bühnenstückes Come On, Jeeves von 1952.
Der erste vollumfängliche Roman um Bertie Wooster und seinen Kammerdiener ist der 1934 veröffentlichte Erzählung Bertie in wilder Erwartung. Bereits während P. G. Wodehouse an diesem Roman noch schrieb, entwarf er die Handlung zu Dann eben nicht, Jeeves. Stephen Fry und der Literaturhistoriker Richard Usborne weisen darauf hin, dass dieser Roman mit den zwei Kapitel, die die Preisvergabe an Grundschüler durch den betrunkenen Gussie Fink-Nottle schildern, zu dem komischsten zählt, was in der englischen Literaturgeschichte niedergeschrieben wurde. Auch John le Carré hat in einem 1996 veröffentlichten Zeitungsartikel festgehalten, dass jede Büchersammlung diesen Roman enthalten müsse und ihn zu seinem Lieblingsroman erklärt. Die Fortsetzung zu diesem Roman ist Alter Adel rostet nicht, in dem Bertie gleich zwei Mal als Ersatz-Verlobter herhalten muss.
In Jeeves übernimmt das Ruder schlägt P. G. Wodehouse auch die erzählerische Brücke zu der fiktiven Welt von Blandings Castle, wo Lord Emsworth, sein Butler Sebastian Beach, Galahad Threepwood und das berühmte Schwein, die Kaiserin von Blandings residieren. In Onkel Willoughbys skandalösen Memoiren findet nicht nur Lord Worplesdon unvorteilhafte Erwähnung, sondern auch der zerstreute Lord Emsworth, der offenbar gleichfalls eine wilde Jugend hatte, obwohl er heute doch nur noch isst, schläft und nur von Schweinen träumt.
2013 erschien Jeeves and the Wedding Bells des britischen Schriftstellers Sebastian Faulks, der erste Jeeves- und Wooster-Roman seit dem Tod von P. G. Wodehouse 1975.

## Fiktive Biographie

### Erziehung
Wooster hat in Eton und am Magdalen College in Oxford die übliche Upperclass-Erziehung eines britischen Aristokraten durchlaufen, ohne jedoch viel davon mitzunehmen. Allein die Fähigkeit, Polizeihelme zu stehlen, ist geblieben. Obwohl er für sich in Anspruch nimmt, einmal einen Preis für besondere Kenntnisse der Bibel gewonnen zu haben, scheitert er regelmäßig an Zitaten und Anspielungen aus der Weltliteratur.

### Verlobung
Der Kreis der Ex-Verlobten von Bertie Wooster ist groß. Gelegentlich geht Bertie eine dieser Verlobungen freiwillig ein, wie beispielsweise die mit Pauline Stoker, die in Bertie in wilder Erwartung kurz Erwähnung findet. Bertie Wooster ist jedoch glücklich, dass diese Verlobung an Paulines Vater scheitert. Seinen eifersüchtigen Freund Lord Chuffnell, der sich drei Monate später in Pauline Stoker verliebt, erklärt er, dass die Verlobungszeit zwei Tage betragen hätte und er diese zwei Tage mit Erkältung im Bett verbracht habe. Noch nicht einmal einen Verlobungskuss gab es – ein Kellner störte mit Roastbeef-Sandwichs im entscheidenden Moment. Häufiger kommt es jedoch zur kurzzeitigen Verlobung mit einer jungen Dame, weil Bertie es als Gentleman nicht wagt, ihre Offerten abzuschlagen. Dies führt dazu, dass Madeline Bassett nie darüber aufgeklärt wird, dass Bertie ihr in Dann eben nicht, Jeeves keineswegs seine Liebe erklärt hat, sondern sie nur über die Gefühle seines alten Schulfreundes, dem fischgesichtigen, molch-liebenden Gussie Fink-Nottle, aufklären möchte. Als nach einer misslungenen Preisvergabe an Grundschüler durch den betrunkenen Gussie Madeline in ihrer Empörung die Verlobung mit diesem löst, wird Bertie so zum Ersatz-Verlobten und es bedarf des psychologisch geschicktem Eingreifen von Jeeves, dass eine Ehe zwischen den beiden verhindert wird. In Alter Adel rostet nicht ist Bertie kurzzeitig erneut mit der sentimentalen Madeline Bassett verlobt, die die Sterne für die Gänseblümchenkette des lieben Gotts hält und überzeugt ist, dass ein Baby zur Welt kommt, wenn eine Fee niest. Auch in diesem Roman setzt Bertie Wooster alles daran, dass Madeline zu ihrem Ex-Verlobten und seinem alten Freund zurückkehrt. Es ist nicht die einzige, von Bertie erduldete Verlobung dieses Romans: Auch Stiffy Bing, das junge Mündel von Sir Watkyn Bassett, verlobt sich kurzentschlossen mit Bertie Wooster. Allerdings tut sie es auch in der Überzeugung, dass eine Verlobung mit Bertie bei ihrem Vormund zu einem Meinungswechsel über ihren eigentlich angestrebten Ehemann auslösen wird. Angesichts einer Wahl zwischen dem exzentrischen Bertie und dem verarmten Vikar Harold Pinker wird der Vormund schließlich doch einer Ehe mit dem Pinker zustimmen.
Mit Lady Florence Craye hat er sich in Jeeves übernimmt das Ruder (Ersterscheinungsjahr 1916) ebenfalls sehr willig verlobt. Es bedarf wie so häufig eines Eingriffs von Jeeves, der verhindert, dass aus dieser Verlobung eine Ehe wird: Florence und Bertie passen nach Jeeves Meinung nicht zueinander. Ein Jahr lang hatte Jeeves als Kammerdiener von Lord Worplesdone die Gelegenheit gehabt, den Charakter dessen Tochter zu studieren. Auf Grund dieser Erfahrung ist Jeeves zu dem Schluss gekommen, dass Florence mit ihrer Bestimmtheit und ihren Launen Bertie nicht glücklich machen würde. Jeeves kann jedoch Bertie erst zur Einsicht bewegen, als er ihm ihre Versuche in Gedächtnis ruft, aus Bertie einen besseren, gebildeteren Menschen zu machen. Florence hat ihren Verlobten zum Lesen eines gewichtigen religionsphilosophischen Werkes, nämlich Types of Ethical Theory von James Martineau gezwungen und Jeeves weist darauf hin, dass als nächstes Nietzsche auf der Leseliste stünde.
In Ohne mich, Jeeves! (engl. Titel: Joy in the Morning, Ersterscheinungsjahr 1946) ist Bertie dagegen nur noch sehr unwillig der Verlobte von Florence Craye. Nur weil sie ihren derzeitigen Verlobten für antriebslos hält, erklärt sie sich mit Bertie erneut verlobt und dieser setzt alles daran, dass Florence Craye zu ihrem vorherigen Verlobten zurückkehrt.
Trotz dieser zahlreichen Verlobung ist Berties Leben seltsam keusch. Wenn Jeeves morgens das Bett seines Arbeitgebers leer und unbenutzt vorfindet, vermutet er ihn nicht in den Armen einer jungen Frau, sondern dass er sich in irgendeiner Art und Weise in Schwierigkeiten geraten ist. Tanten und Freunde scheuen nicht davor zurück, schon vor dem Frühstück Bertie in seinem Schlafzimmer heimzusuchen – der Gedanke, dass sie ihn dort in einem intimen Moment überraschen könnte, scheint ihnen vollständig fremd. Evelyn Waugh hält die Vermutung, dass Wodehouse seine Protagonisten nach realen Vorbildern ausgestaltet haben könnte, schon deshalb für nicht zutreffend. In einem Artikel für das Sunday Times Magazine im Jahre 1961 schrieb er, dass die Protagonisten in dem erzählerischen Werk von P. G. Wodehouse keineswegs lebensnahe Personen des Edwardischen Zeitalters seien, wie häufig behauptet, sondern reine Fantasie-Gestalten. Sie würden zwar gelegentlich von Mitgift getriebene Heiratsabsichten gegenüber einer wohlhabenden Erbin hegen, aber Verführung und Ehebruch seien ihnen vollständig fremd.

### Drones Club
Bertie ist Mitglied eines exklusiven Clubs in London, wo viele seiner Abenteuer beginnen. Er ist ebenfalls mit Lord Emsworth aus Blandings Castle befreundet, eine weitere Erfolgsserie von Wodehouse. Bertie, obwohl – oder eben weil – nicht sehr intelligent, ist ein beliebter und gefragter Gastgeber, dessen Freigiebigkeit und Nachgiebigkeit oft von seinen Freunden ausgenutzt werden. Die Geschichten sind voll mit Anspielungen auf vergangene Verwicklungen, die sich aus diesen Charakterzügen ergeben haben.

### Tanten
Berties Vater hatte zwei Schwestern, nämlich Agatha und Dahlia. Dahlia Travers ist die erklärte Lieblingstante von Bertie Wooster, während Tante Agatha die Schreckfigur im Leben von Bertie ist. Warum Bertie die eine so sehr ins Herz geschlossen hat, die andere jedoch nach Möglichkeit meidet, wird nie ganz aufgeklärt: Beide Tanten sind ausgesprochen willensstarke Damen, deren Wünsche und Absichten häufig die Handlung von Roman oder Erzählung vorantreiben und Tante Dahlia greift regelmäßig zum Zweck der Erpressung, um ihre Wünsche bei ihrem Neffen durchzusetzen. So soll er beispielsweise in Alter Adel rostet nicht ein silbernes Sahnekännchen in Form einer Kuh stehlen, auf das ihr Ehemann Tom Travers ein Auge geworfen hat. Erfüllt Bertie diesen Wunsch nicht, wird sie ihn für immer davon ausschließen, bei ihr die Gerichte zu essen, die ihr französischer Koch Anatole zubereitet.
Beide Tanten haben keineswegs eine gute Meinung von ihrem Neffen. Tante Agatha hält ihren Neffen beispielsweise für ein rückgratloses Wesen, der seinen Kammerdiener Jeeves als Wärter benötigt. Tante Dahlia hat bereits ihren jungen Neffen mit Kopfnüssen traktiert, sobald sie es für angemessen hielt.
Beide Tanten sind dank ihrer ehelichen Verbindungen ausgesprochen wohlhabende Frauen. Tante Agatha heiratete Spenser Gregson, der als ihr Ehemann ebenfalls in einer Reihe der Werke von Wodehouse auftaucht. Er war Aktienhändler und hat sein Vermögen mit Gummi aus Sumatra verdient. Nach Gregsons Tod kommt es zur Ehe mit Percy Craye, der mittlerweile den Titel eines Earls of Worplesdon trägt. Agatha trägt entsprechend ab diesem Zeitpunkt den Titel Lady Worplesdon. Lord Worplesdon zeigt gegenüber seiner Ehefrau eine gehörige Portion Respekt und veranlasst Jeeves Tante Agatha mit folgenden Worten zu kommentieren:

„Ich wage zu bezweifeln, dass es einen Gentleman gibt, der Herr in dem Hause ist, in dem ihre Ladyschaft residiert.“

Auch Tante Dahlia ist ein zweites Mal verheiratet. Ihr nur kurz erwähnter erster Ehemann ertrank. Ihr zweiter Ehemann Tom Travers hat sein Vermögen während seiner Zeit in Asien erworben und sammelt nun altes Silber. Er ist außerdem in der Lage, „Mylady’s Boudoir“ zu finanzieren, die Zeitschrift, die seine Ehefrau Dahlia heute mit ähnlicher Leidenschaft herausgibt wie sie in jüngeren Jahren auf Fuchsjagd ging. Bertie Wooster ist stolz darauf, einmal zu ihrem Magazin beigetragen zu haben. Seinen Artikel mit dem Titel „Was der gut angezogene Herr trägt“ wird von dem Ich-Erzähler Bertie Wooster in mehr als einem Roman erwähnt.
In P. G. Wodehouse' Kurzgeschichten und Romanen gibt die Handlung immer wieder Anlass, spöttische Sätze über Tanten zu schreiben. So lässt er Bertie Wooster an einer Stelle philosophieren, wie glücklich und ruhig sein Leben ganz ohne Tanten verlaufen würde und hält fest, wie wenig Sinn es macht, zwischen guten und bösen Tanten zu unterscheiden. Im Herzen wären sie alle gleich: Früher oder später würde sich ihr Pferdefuß zeigen. Der Wodehouse-Biograf Richard Usborne vertritt die Ansicht, dass P. G. Wodehouse in Tante Agatha und ihrer Schwester Dahlia seine beiden Tanten Mary und Louisa verewigte. Wodehouse wuchs als sogenannte Raj-Waise fernab von seinen Eltern in Großbritannien auf, während sein Vater als britischer Kolonialbeamter in Hongkong diente und hatte mit den in Großbritannien lebenden Verwandten häufiger Kontakt als mit den Eltern. Osborne argumentiert, dass die fiktiven Tanten Agatha und Dahlia so häufig in den Romanen und Erzählungen von Wodehouse auftreten, dort verspottet und letztlich immer wieder überlistet werden, auf ihren disziplinarischen Einfluss auf den jungen Wodehouse zurückzuführen sei. Usborne argumentiert, dass andere Schriftsteller, die in ähnlicher Weise wie Wodehouse so früh dem elterlichen Einfluss entzogen waren, diesen traumatischen Verlust in Rachefantasien kompensierten. Wodehouse dagegen habe Rache in der literarischen Verspottung gesucht. Frances Donaldson hält diese Einschätzung dagegen für falsch und argumentiert, dass beide Tanten klassische literarische Figuren des britischen Humors seien.
Frances Donaldson weist auch darauf hin, dass der Leser zwar dazu verführt werde, Tante Dahlia als die sympathischere der beiden Tante zu empfinden, nicht zuletzt, weil die Figur Bertie Wooster immer wieder seine Zuneigung zu Tante Dahlia betone. Letztlich aber erleide Wooster durch seine Tante Dahlia mehr Probleme und Schwierigkeiten als dies Tante Agatha auslöse. Dahlia ist eine vor nichts zurückschreckende Erpresserin, die völlig unbeeindruckt sei von den Unannehmlichkeiten und Erniedrigungen, die sie den Personen ihres Umfelds zumute.

### Weitere Verwandte
- Tom Travers, Ehemann von Tante Dahlia. Er sammelt altes Silber und subventioniert widerwillig die Zeitschrift, die seine Ehefrau herausgibt. Sein empfindlicher Magen macht es notwendig, dass auf Brinkley Court, seinem Landsitz, der französische Starkoch Anatole beschäftigt wird.
- Bonzo Travers – deren Sohn
- Thomas Gregson – Tante Agathas Sohn, ein Jugendlicher, den Bertie Wooster in nicht geringem Maße verabscheut, den er aber trotzdem gelegentlich in seiner Wohnung beherbergen muss.[13]
- Willoughby Wooster – Berties Onkel, Verfasser verfänglicher Memoiren, die Bertie Wooster aus dem Weg schaffen soll
- Henry Wooster – ein weiterer Onkel, Exzentriker
- Mrs. Scholfield – seine Schwester

### Freundeskreis
- Augustus „Gussie“ Fink-Nottle, fischgesichtiger Molchexperte, der sich durch große Schüchternheit auszeichnet.
- Hildebrand „Tuppy“ Glossop, Neffe von Sir Roderick Glossop. Er heiratete schließlich Angela, die Tochter von Bertie Woosters Lieblingstante Dahlia.
- Richard „Bingo“ Little
- Rev. Harold „Stinker“ Pinker, der wider aller Erwarten in den Kirchendienst getreten ist.

## Bertram Wooster in Jeeves-Geschichten
- Extricating Young Gussie (1915) (die erste Jeeves-und-Wooster-Kurzgeschichte, in The Man with Two Left Feet, 1917)
- The Artistic Career of Corky (Kurzgeschichte, 1916)
- My Man Jeeves (u. a. vier Jeeves-und-Wooster-Kurzgeschichten, 1919)
- The Inimitable Jeeves (Kurzgeschichtensammlung, 1923), deutscher Titel: Der unvergleichliche Jeeves
- Carry on, Jeeves (Kurzgeschichtensammlung, 1925), unter anderem mit Jeeves übernimmt das Ruder, der Geschichte der ersten Begegnung zwischen Jeeves und Bertie.
- Very Good, Jeeves (Kurzgeschichtensammlung, 1930)
- Thank You, Jeeves (erster kompletter Jeeves-und-Wooster-Roman, 1934), deutscher Titel Bertie in wilder Erwartung, zuvor veröffentlicht unter Besten Dank, Jeeves!.
- Right Ho, Jeeves (1934), deutscher Titel: Dann eben nicht, Jeeves
- The Code of the Woosters (1938), deutscher Titel: Alter Adel rostet nicht
- Joy in the Morning (1946), deutscher Titel Ohne mich, Jeeves!
- The Mating Season (1949)
- Jeeves and the Feudal Spirit (1954)
- Jeeves in the Offing (1960)
- Stiff Upper Lip, Jeeves (1963)
- Much Obliged, Jeeves (1971)
- Aunts Aren't Gentlemen (1974)
- Jeeves and the Wedding Bells (voraussichtlich 2013)

## Bertram Wooster in anderen Medien

### Audio
- Jeeves Takes Charge (UK, 1960er), Wooster gesprochen von Terry-Thomas

### Radio
- What Ho, Jeeves! (UK, 1973–1981), gesprochen von Richard Briers
- Saturday Night Theatre Adaption von Right Ho Jeeves (UK, 1986), gesprochen von Simon Cadell
- The Code of the Woosters (UK, 2006), gesprochen von Marcus Brigstocke

### Bühne
- Jeeves (Musical von Andrew Lloyd Webber; UK, 1975), David Hemmings in der Rolle des Wooster[19]
  - In By Jeeves umbenannte Wiederaufführung (UK 1996,[20] Steven Pacey als Wooster; USA 1996 und Broadway 2001,[21] John Scherer als Wooster)

### TV
- The World of Wooster (UK 1965–1967), Ian Carmichael als Wooster
- Jeeves and Wooster – Herr und Meister (original: Jeeves and Wooster, UK 1990–1993,[22]) Hugh Laurie als Wooster

### Film
- Besten Dank, Jeeves! (original: Thank You, Jeeves!; UK, 1935), David Niven als Wooster
- Thank You, P. G. Wodehouse (UK, 1981), Jonathan Cecil als Wooster

## Sonstiges
Bertam Wooster spielt, neben Reginald Jeeves, eine Rolle in Alan Moores Comic The League of Extraordinary Gentlemen.